# 馬克·謝潑德
馬克·謝潑德（Mark Andreas Sheppard，1964年5月30日—）是英國的一位演員和音樂人。他出生在倫敦，父親是演員W·摩根·謝潑德。

## 外部連結
- 馬克·謝潑德在互联网电影资料库（IMDb）上的資料（英文）
- 馬克·謝潑德在TV Guide